# Björkboda träsk
Björkboda träsk är en insjö på Kimitoön i kommunen Kimitoön i landskapet Egentliga Finland i Finland. Sjön ligger 18,3 meter över havet. Arean är 1,55 kvadratkilometer och strandlinjen är 13,48 kilometer lång. Sjön  ingår i Södra Skärgårdshavets avrinningsområde.   Den avrinner från sin norra del via Björkbodabäcken och Sunnanån till Sunnanåviken i Skärgårdshavet.
Björkboda träsk ligger omkring 43 kilometer söder om Åbo och omkring 130 kilometer väster om Helsingfors. I sjön finns öarna Getholmen, Lillholmen och  Storholmen. Norr om Björkboda träsk ligger Björkboda. 